# Shin Megami Tensei: Persona
Shin Megami Tensei: Persona, coneguda en el Japó com PERSONA (ペルソナ, Perusona) és una saga de videojocs de rol desenvolupada i publicada per Atlus. La saga és un spin-off de la saga Megami Tensei que se centra en uns invocadors de dimonis.